# Grobari
Grobari (en serbio cirílico: Гробари, literalmente «sepultureros») es un grupo de aficionados que apoya al Partizán Belgrado en todas sus facetas deportivas, especialmente en fútbol y baloncesto. Fundados en 1970, Grobari vive en la actualidad una guerra interna por el control del grupo entre estas tres facciones: Južna Tribina, Partizanovci y Zabranjeni.
Sus principales rivales son los Delije, del Estrella Roja de Belgrado, los Bad Blue Boys, del Dinamo Zagreb y la Torcida Split del Hajduk Split. Por su parte, mantienen buenas relaciones con los griegos de la Gate 4 del PAOK Salónica, así como con los aficionados del PFC CSKA Moscú ruso, Widzew Łódź de Polonia, CSKA Sofia búlgaro y AC Milan de Italia.
Los primeros grupos de aficionados organizados del Partizan comenzaron a visitar el estadio JNA a finales de la década de 1950. Eran principalmente jóvenes de Belgrado, y ocupaban el graderío sur del estadio.
La participación de Partizan en la final de la Copa de Europa en 1966 atrajo a muchos más aficionados al estadio, se considera el momento crucial para que los aficionados se muevan a la zona sur del estadio donde se reúnen hasta el día de hoy. El grupo Grobari se formó en 1970. Durante la década siguiente, como en toda Europa, Grobari comenzó a introducir en los estadios bengalas, bufandas, pancartas y banderas lo que dio un aspecto completamente nuevo al apoyo del club.
En la década de 1980, Grobari era uno de los grupos más grandes y organizados de la República Federativa de Yugoslavia y comenzó a ir a todos los partidos de Partizan en todo el país y Europa. En 1987, Grobari formó un grupo en Toronto bajo el nombre de Gravediggers Canada 1987.
En 1999, hubo una gran división cuando el recién formado grupo de fans llamado Južni Front acusó a varios de los principales miembros de la organización Grobari 1970 de abusar de sus privilegios, y al propio club de favorecer a esas personas. Varios cientos de miembros de Južni Front abandonaron la tradicional grada sur y ocuparon la grada norte del estadio. La división duró  hasta 2005, cuando los hinchas resolvieron sus diferencias.
Enfadados por la eliminación del Partizan en las eliminatorias de la Liga de Campeones, seguida de la eliminación en la primera ronda de la copa de la UEFA y de la competición de la copa nacional por un equipo de tercera división, así como de los malos resultados en la liga nacional (todo al comienzo de la temporada 2005-06), Grobari declaró un boicot completo en todos los partidos del club. Varios miles de seguidores se reunieron en septiembre de 2005 frente al estadio del club y acusaron públicamente al director deportivo Nenad Bjeković y al secretario general Žarko Zečević de alterar el presupuesto operativo y la política de transferencia del club para llenar sus propios bolsillos.
Exigieron renuncias a la dirección del club como condición para volver a las gradas del estadio. Grobari repitió la reunión masiva y reiteró sus demandas en octubre de 2005 frente al teatro nacional en el centro de Belgrado, donde los dirigentes del Partizan celebraban el 60 aniversario del club. Ambos derbis entre Partizan y Estrella Roja en la temporada 2005-06 se jugaron sin hinchas del Partizan en la grada sur. Aunque estos partidos solían reunir a decenas de miles e incluso más aficionados a los estadios, el infame récord se estableció esta temporada cuando solo había unos pocos miles de espectadores en el estadio Partizan, ya que los aficionados visitantes también acordaron boicotear el derbi (pero por otras razones).
Después de ciertos cambios en la junta del club, Grobari decidió parar el boicot. El 26 de mayo de 2007, regresaron al estadio para un partido de la Superliga contra Mladost Apatin, que Partizan ganó por 7-1, sin embargo, siguieron cantando canciones insultantes contra el director deportivo y secretario general del Partizan.
A finales de año, tanto Bjeković como Zečević renunciaron a sus cargos.
En la Copa de la UEFA 2007-08, Partizan Belgrado fue descalificado de la competición debido a los altercados en el partido contra el Zrinjski Mostar. Grobari viajó en gran número a Mostar, donde tuvieron incidentes con la policía y también con los hinchas del Zrinjski.
A finales de agosto de 2011, se produjo otra división en Grobari. Una facción de aficionados que se llamaban a sí mismos Zabranjeni (Los Prohibidos) acusó a la junta del club de negarles la entrada al estadio. También están en desacuerdo con algunos otros subgrupos de Grobari, principalmente Alcatraz. Asisten a los partidos de otros equipos del club multideportivo Partizan, como el hockey sobre hielo o los equipos de baloncesto femenino. En 2012, comenzaron a asistir a los partidos de fútbol de Partizan en la grada este del JNA.

## Lecturas relacionadas
- Carretero, Nacho. Yugoslavia, de la grada a la trinchera. Jot Down.
- Hughson, John (2014). Football in Southeastern Europe: From Ethnic Homogenization to Reconciliation (en inglés). Routledge. ISBN 978-0-415-74950-3.
- Wilson, Jonathan (2006). «The former Yugoslavia: Ever Decreasing Circles». Behind the Curtain: Football in Eastern Europe (en inglés). Orion Books. pp. 98-182. ISBN 978-0752879451.